# Alan Meltzer

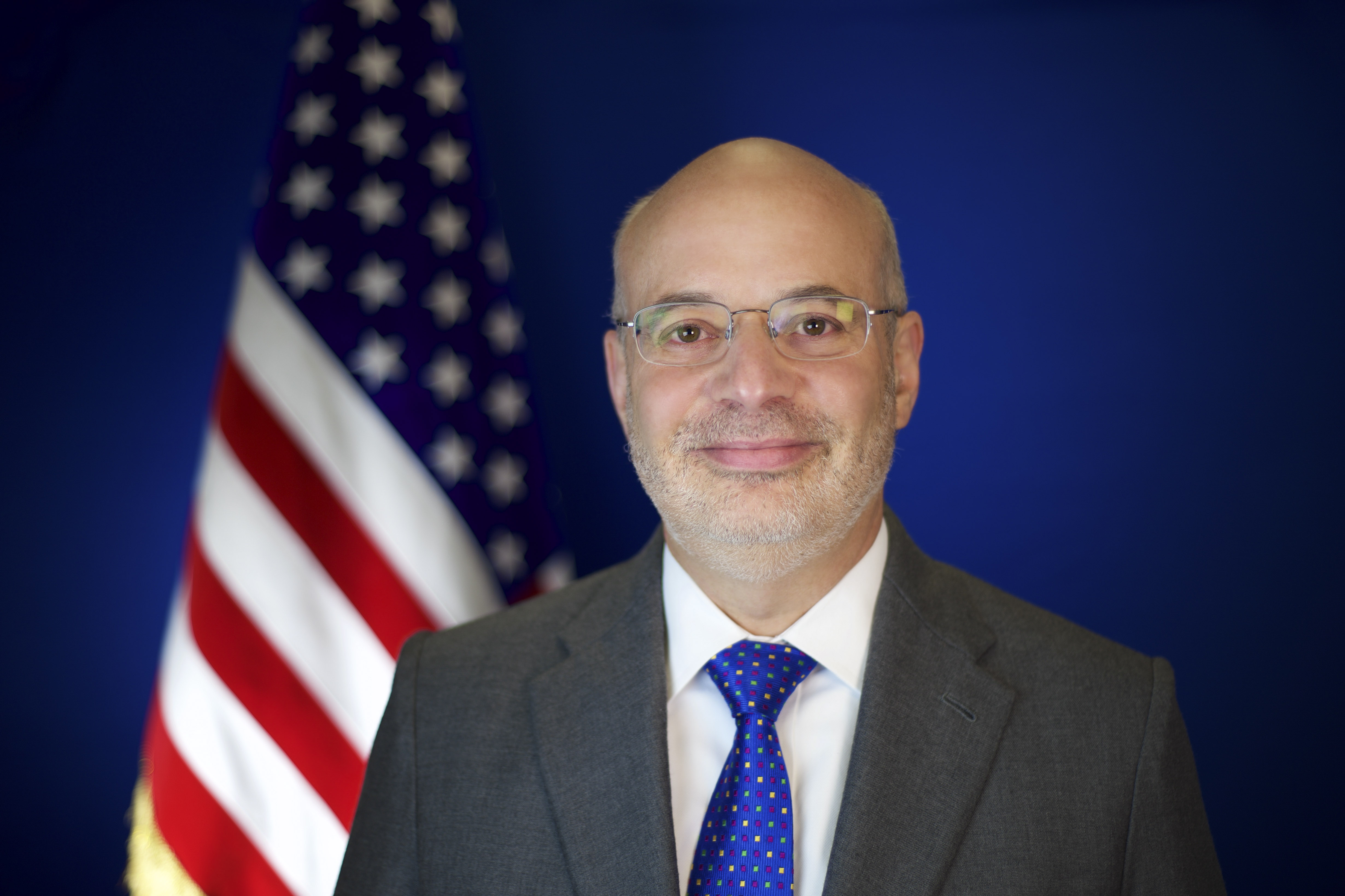
Alan Meltzer

Alan D. Meltzer (* 1962 oder 1963 in New York City) ist ein US-amerikanischer Diplomat und seit Juli 2024 als Chargé d‘Affaires Geschäftsträger ad interim der US-Botschaft in Berlin.

## Leben
Meltzer studierte Rechtswissenschaft an der University of Virginia und erlangte den Abschluss als Juris Doctor. Nach seinem Studium praktizierte er als Anwalt für Wirtschaftsrecht und internationales Handelsrecht in New York City und arbeitete als beratender Jurist für das US-Außenministerium. Nach seinem Eintritt in den diplomatischen Dienst arbeitete Meltzer an verschiedenen US-Missionen, hauptsächlich in Europa und Zentralasien. Von 2015 bis 2018 war er Geschäftsträger a. i. an der US-Botschaft in der kirgisischen Hauptstadt Bischkek, von 2018 bis 2021 war er in gleicher Rolle an der US-Botschaft in der usbekischen Hauptstadt Taschkent tätig. Von 2021 bis 2023 war Meltzer stellvertretender Leiter des Büros für mitteleuropäische Angelegenheiten im US-Außenministerium, ehe er im Juli 2023 nach Berlin wechselte. Im Juli 2024 wurde Meltzer als Chargé d‘Affaires ad interim (Geschäftsträger ad interim) zum Leiter der US-Botschaft in Berlin ernannt, nachdem Botschafterin Amy Gutmann zuvor ihren Rücktritt erklärt hatte. Meltzer hat den diplomatischen Rang eines Gesandten-Botschaftsrats inne.
Alan Meltzer ist verheiratet, hat eine Tochter und spricht neben seiner Muttersprache Englisch auch Deutsch, Spanisch und Russisch.